# Cover Up (Ministry)
Cover Up è un album in studio di cover del gruppo industrial metal statunitense Ministry, pubblicato nel 2008.

## Tracce
1. Under My Thumb – 3:58 – The Rolling Stones
2. Bang a Gong (Get It On) – 4:48 – T. Rex
3. Radar Love – 5:21 – Golden Earring
4. Space Truckin' – 3:51 – Deep Purple
5. Black Betty – 3:21 – Lead Belly
6. Mississippi Queen – 3:14 – Mountain
7. Just Got Paid – 3:13 – ZZ Top
8. Roadhouse Blues – 4:27 – The Doors
9. Supernaut – 7:08 – Black Sabbath
10. I Want You (She's So Heavy) (solo nell'edizione giapponese) – 4:42 – The Beatles
11. Lay, Lady, Lay – 5:44 – Bob Dylan
12. What a Wonderful World – 7:01 – Louis Armstrong

1. What a Wonderful World (Short Slow Version) – 4:17

1. What a Wonderful World (Short Fast Version) – 3:35

1. Willie Stigmata – 1:04

- Le tracce 12-22, 24-43 e 45-68 sono tracce mute dalla durata di 4 secondi.